# Comuna Skorîkivka, Zolotonoșa
Skorîkivka (în ucraineană Скориківка) este o comună în raionul Zolotonoșa, regiunea Cerkasî, Ucraina, formată din satele Lvivka și Skorîkivka (reședința).

## Demografie
Componența lingvistică a comunei Skorîkivka
     Ucraineană (98,52%)
     Rusă (1,37%)
Conform recensământului din 2001, majoritatea populației comunei Skorîkivka era vorbitoare de ucraineană (98,52%), existând în minoritate și vorbitori de rusă (1,37%).